# Heliura rhodophila
Heliura rhodophila là một loài bướm đêm thuộc phân họ Arctiinae, họ Erebidae.